# Grad glazbe (UNESCO)
UNESCO-ov program grad glazbe dio je šire mreže kreativnih gradova.
Mreža kreativnih gradova pokrenuta je 2004. godine i ima gradove članove u sedam kreativnih područja. Ta područja su: glazba, obrti i tradicionalna umjetnost, dizajn, film, gastronomija, književnost i medijska umjetnost.

## Kriteriji za gradove glazbe
Da bi bili odobreni kao gradovi glazbe, gradovi moraju ispuniti niz kriterija koje je postavio UNESCO.Proglašeni UNESCO-ovi gradovi glazbe imaju slične karakteristike:
- Priznata središta glazbenog stvaralaštva i djelovanja
- Iskustvo u vođenju glazbenih festivala i događanja na nacionalnoj ili međunarodnoj razini
- Promicanje glazbene industrije u svim njezinim oblicima
- Glazbene škole, konzervatoriji, akademije i visokoškolske ustanove specijalizirane za glazbu
- Neformalne strukture za glazbeno obrazovanje, uključujući amaterske zborove i orkestre
- Domaće ili međunarodne platforme posvećene određenim žanrovima glazbe i/ili glazbi iz drugih zemalja
- Kulturni prostori prikladni za vježbanje i slušanje glazbe, npr. dvorane na otvorenom.

## O gradovima
U ožujku 2006. Sevilla je proglašena prvim gradom glazbe. Bologna je proglašena otprilike dva mjeseca kasnije.
Sevilla ima "legendarnu flamenko scenu", a UNESCO flamenko navodi kao " nematerijalnu kulturnu baštinu ".
Hamamatsu je grad osnivač kompanija za glazbene instrumente Yamaha, Kawai i Roland. Također ima Muzej glazbenih instrumenata.
Liverpool — "grad koji je stvorio The Beatles " — zaslužio je svoju oznaku zbog "mjesta glazbe u srcu gradskog života". UNESCO je također primijetio "jasno definiranu" strategiju za glazbu, obrazovanje i vještine za mlade ljude.
Idanha-a-Nova "živi ritmom glazbe", Gent je "grad pun kulture", a Auckland je "kucajuće srce novozelandske glazbene industrije".
Adelaide je "sofisticiran, kulturan i uredno ležeran", Daegu je "ugodno i napredno mjesto", a Leiria je "ugodna mješavina srednjovjekovnog i modernog".

## Gradovi glazbe
Od 2021. UNESCO je proglasio pedeset gradova glazbe.
Devetnaest gradova sudionika su europski, deset azijski i bliskoistočni. Južna Amerika i Sjeverna Amerika imaju po šest, Afrika ima četiri, a dva su određena u Oceaniji.
Sedam zemalja ima dva grada člana. Kolumbija, Portugal i Ujedinjeno Kraljevstvo jedine su zemlje koje imaju tri određena grada.
Gradovi glazbe su:
| Grad          | Zemlja                 | Godina upisa |
| ------------- | ---------------------- | ------------ |
| Adelaide      | Australija             | 2015.        |
| Almaty        | Kazahstan              | 2017.        |
| Amarante      | Portugal               | 2017.        |
| Ambon         | Indonezija             | 2019.        |
| Auckland      | Novi Zeland            | 2017.        |
| Belfast       | Ujedinjeno Kraljevstvo | 2021         |
| Bogotá        | Kolumbija              | 2012.        |
| Bologna       | Italija                | 2006.        |
| Brazzaville   | Republika Kongo        | 2013.        |
| Brno          | Češka                  | 2017.        |
| Chennai       | Indija                 | 2017.        |
| Daegu         | Južna Koreja           | 2017.        |
| Essaouira     | Maroko                 | 2019.        |
| Frutillar     | Čile                   | 2017.        |
| Ghent         | Belgija                | 2009.        |
| Glasgow       | Ujedinjeno Kraljevstvo | 2008.        |
| Hamamatsu     | Japan                  | 2014.        |
| Hanover       | Njemačka               | 2014.        |
| Havana        | Kuba                   | 2019.        |
| Idanha-a-Nova | Portugal               | 2015.        |
| Kansas City   | SAD                    | 2017.        |
| Katowice      | Poljska                | 2015.        |
| Kazan         | Rusija                 | 2019.        |
| Kingston      | Jamajka                | 2015.        |
| Kinshasa      | DR Kongo               | 2015.        |
| Kırşehir      | Turska                 | 2019.        |
| Leiria        | Portugal               | 2019.        |
| Llíria        | Španjolska             | 2019.        |
| London        | Ujedinjeno Kraljevstvo | 2021.        |
| Liverpool     | Ujedinjeno Kraljevstvo | 2015.        |
| Mannheim      | Njemačka               | 2014.        |
| Medellín      | Kolumbija              | 2015.        |
| Metz          | Francuska              | 2019.        |
| Morelia       | Meksiko                | 2017.        |
| Norrköping    | Švedska                | 2017.        |
| Pesaro        | Italija                | 2017.        |
| Port of Spain | Trinidad i Tobago      | 2019.        |
| Praia         | Zelenortska Republika  | 2017.        |
| Ramallah      | Palestina              | 2019.        |
| Salvador      | Brazil                 | 2015.        |
| Sanandaj      | Iran                   | 2019.        |
| Santo Domingo | Dominikanska Republika | 2019.        |
| Seville       | Španjolska             | 2006.        |
| Tallinn       | Estonija               | 2021.        |
| Tongyeong     | Južna Koreja           | 2015.        |
| Valledupar    | Kolumbija              | 2019.        |
| Valparaíso    | Čile                   | 2019.        |
| Varanasi      | Indija                 | 2015.        |
| Veszprém      | Mađarska               | 2019.        |
| Vranje        | Srbija                 | 2019.        |